# Microstomatidae
Die Microstomatidae (griechisch mikros ‚klein‘, stoma ‚Maul‘) sind eine Familie der Goldlachsartigen (Argentiniformes). Die im Englischen als „pencil smelts“ (Bleistift-Stinte) bezeichneten Fische leben pelagisch im Atlantik, im Indischen Ozean und im Pazifik, vor allem in tropischen und subtropischen Regionen.

## Merkmale
Die 8,5 bis 26,5 Zentimeter lang werdenden Fische sind langgestreckt, meist von dunkler Farbe und besitzen in den meisten Fällen große Augen und kleine Mäuler. Kennzeichnend ist, dass die Augen den doppelten Durchmesser der Maullänge haben. Die Postcleithra, ein Knochen im Schultergürtel, ist vorhanden, der Mesocoracoid fehlt. Die Flossen sind ohne Hartstrahlen, die Rückenflosse deutlich hinter der Körpermitte. Eine Fettflosse ist meistens vorhanden. Die Brustflossen sitzen seitlich. Die Fische besitzen 41 bis 50 Wirbel und 3 bis 4 Kiemenreusenstrahlen. Das Seitenlinienorgan und die begleitenden Schuppen erstrecken sich bis auf den Schwanz.
- Flossenformel: Dorsale 9–12, Anale 7–10, Pectorale 7–14, Ventrale 8–12.

## Systematik
Es gibt drei Gattungen und 21 Arten:
- Gattung Microstoma (2 Arten)

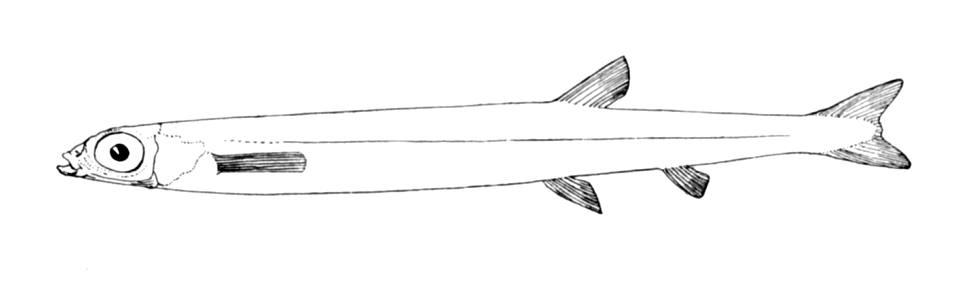
Microstoma microstoma

  - Microstoma australis Gon & Stewart, 2014
  - Microstoma microstoma (Risso, 1810)
- Gattung Nansenia (18 Arten)
  - Nansenia ahlstromi Kawaguchi & Butler, 1984
  - Nansenia antarctica Kawaguchi & Butler, 1984
  - Nansenia ardesiaca Jordan & Thompson, 1914
  - Nansenia atlantica Blache & Rossignol, 1962
  - Nansenia boreacrassicauda Poulsen, 2015[1]
  - Nansenia candida Cohen, 1958
  - Nansenia crassa Lavenberg, 1965
  - Nansenia groenlandica (Reinhardt, 1840)
  - Nansenia iberica Matallanas, 1985
  - Nansenia indica Kobyliansky, 1992
  - Nansenia longicauda Kawaguchi & Butler, 1984
  - Nansenia macrolepis (Gilchrist, 1922)
  - Nansenia megalopa Kawaguchi & Butler, 1984
  - Nansenia oblita (Facciolà, 1887)
  - Nansenia obscura Kobyliansky & Usachev, 1992
  - Nansenia pelagica Kawaguchi & Butler, 1984
  - Nansenia tenera Kawaguchi & Butler, 1984
  - Nansenia tenuicauda Kawaguchi & Butler, 1984
- Gattung Xenophthalmichthys (monotypisch)
  - Xenophthalmichthys danae Regan, 1925